# Janusz Skoszkiewicz
Janusz Skoszkiewicz (ur. 11 stycznia 1922 w Jadwisinie k. Zegrza, zm. 12 września 1990 w Łodzi) – polski poeta i powieściopisarz

## Życiorys
W młodości mieszkał w Zegrzynku. W latach 1950–1953 przebywał na wybrzeżu. Od 1953 zamieszkał w Łodzi w Domu Literatów przy al. T. Kościuszki 98. Studiował w Wyższej Szkole Nauk Administracyjnych w Łodzi, W 1948 zadebiutował w miesięczniku „Kamena”. Pisał zarówno poezję („Na krawędzi czasu”, „Ogrody”) jak i powieści „Kolorowe Miasteczko”, „Brzeg” i opowiadania („Twarz z wosku”). Przyjaźnił się z Jerzym Szaniawskim.
Chorował na chorobę Heinego-Medina, w wyniku której przez ostanie lata życia nie wychodził z łóżka i z powodu której zmarł. Został pochowany na cmentarzu rzymskokatolickim przy ul. Szczecińskiej w Łodzi.

## Odznaczenia
- Honorowa Odznaka Miasta Łodzi (1971),
- Złoty Krzyż Zasługi (1975),
- Krzyż Kawalerski Orderu Odrodzenia Polski (1986)[6].

## Publikacje
- „Najnowsze metody połowów ryb w ZSRR” (1951) - wraz z Janiną Skoszkiewiczową,
- „Na krawędzi czasu” (1957),
- „Kolorowe miasteczko” (1961),
- „Ogrody” (1963),
- „Twarz z wosku” (1967),
- „Brzeg” (1970)[2].